# Samuel Shashoua
Samuel Shashoua (Chelsea, Londres, Inglaterra; 13 de mayo de 1999) es un futbolista británico. Juega de delantero y su equipo actual es el Minnesota United F. C. de la Major League Soccer en Estados Unidos.

## Trayectoria
Shashoua nació en Chelsea, Londres. Allí asistió a la Harrow School antes de fichar por el Tottenham Hotspur en 2015. El 26 de agosto de 2018, fichó por el CD Atlético Baleares, de la Segunda División B española, en calidad de cedido por un año.
Shashoua debutó con la selección absoluta el 9 de septiembre de 2018, jugando los últimos 18 minutos de una derrota por 2-1 a domicilio contra la SD Ejea. Marcó su primer gol a finales de mes al anotar el primer gol en la derrota en casa por 2-1 ante la UB Conquense, y terminó la campaña con seis goles en 33 apariciones, ya que su equipo perdió el ascenso en los play-off.
El 23 de agosto de 2019, Shashoua fue vendido al CD Tenerife en Segunda División, y firmó un contrato de tres años con el club. El 14 de enero siguiente, después de no aparecer debido a una lesión, Shashoua fue cedido de nuevo al Atlético Baleares por el resto de la temporada. No se recuperó hasta marzo, y jugó en tres partidos con el ATB mientras el club perdía el ascenso en los play-off por segundo año consecutivo.
Shashoua debutó como profesional el 19 de septiembre de 2020, sustituyendo a Bruno Wilson a última hora de un partido que perdió 0-2 a domicilio contra el AD Alcorcón. El 29 de noviembre, de nuevo desde el banquillo, marcó su primer gol en la victoria por 2-0 en el campo del Albacete Balompié.
Shashoua pasó la mayor parte de la temporada 2022-23 luchando con las lesiones, y dejó el club en junio de 2023 después de que su contrato expirara. El 24 de julio, firmó un contrato de dos años con el Albacete también en la segunda división.
El 5 de junio de 2024, Shashoua fichó por el Minnesota United de la Major League Soccer con un contrato de seis meses hasta el final de la temporada.

## Vida privada
Shashoua tiene ascendencia venezolana, española, iraquí-judía y estadounidense. Es hijo de un padre egipcio, naturalizado estadounidense, y de madre hispano-venezolana.
El hermano menor de Shashoua, Armando, también es futbolista y centrocampista; ambos jugaron juntos en el Atlético Baleares en 2020.

## Selección nacional
Shashoua representó a Inglaterra en las categorías sub-17 y sub-18, y participó en la fase clasificatoria para el Campeonato Europeo Sub-17 de la UEFA 2016, que se organizó en Azerbaiyán. Marcó sus primeros goles ante la Serenissima (San Marino), en un partido que terminó con un resultado de 8-0.
Shashoua recibió una convocatoria de la selección inglesa sub-17 para acudir al Campeonato Europeo Sub-17 de la UEFA 2016, donde la selección inglesa pasó de la fase de grupos por diferencia de goles. Sin embargo, fueron eliminados en cuartos de final ante España.
Por su ascendencia, todavía podría jugar tanto con Venezuela como a Egipto o Estados Unidos.

#### Goles internacionales
| N.º | Fecha                    | Sede                                    | Rival      | Marcador | Resultado | Competición                               |
| --- | ------------------------ | --------------------------------------- | ---------- | -------- | --------- | ----------------------------------------- |
| 1   | 28 de septiembre de 2015 | Febres Sports Complex, Febres, Portugal | San Marino | 0 - 6    | 0 - 8     | Campeonato Europeo Sub-17 de la UEFA 2016 |